# 包皮垢

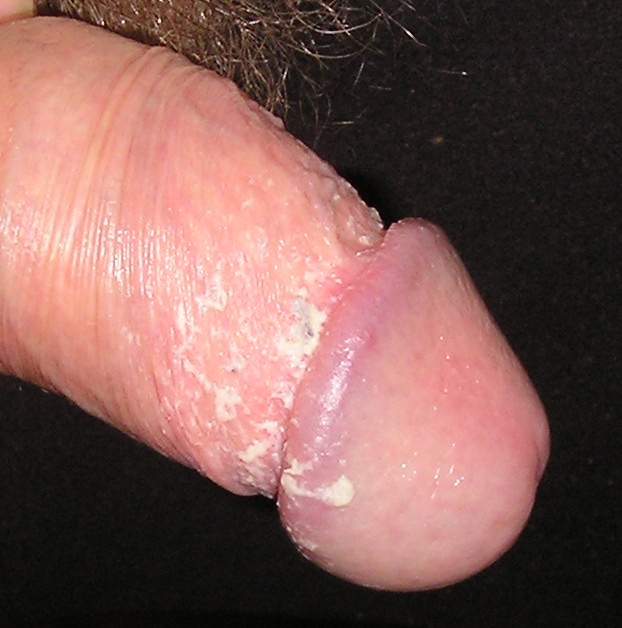
人类男子包皮与阴茎头间的白色垢物就是包皮垢

包皮垢又称阴茎垢、鳥垢、雞雞垢、阴垢、恥垢（希臘語：σμήγμα，直译“皂物”），由陰莖包皮內面由脱落的表皮细胞、分泌的皮脂以及水分组成，可見於哺乳動物的生殖器官。雌性是在陰蒂及大陰唇附近稱陰蒂垢。

## 雌性
陰蒂包皮垢是由皮脂和死亡的表皮细胞組成，包含陰蒂頂泌腺分泌物和去鱗化上皮細胞。

## 雄性
对于雄性来说，包皮垢對龜頭具有保濕和潤滑功能 。
包皮垢本身是良性的，不會直接造成癌症。
新形成的包皮垢較為平滑潮濕，被認為富含鯊烯、前列腺和精囊的分泌物、以及去鱗化上皮細胞等。
包皮垢含有组织蛋白酶B、溶菌酶、中性球彈性蛋白酶、細胞激素等，可幫助免疫系統。
包皮垢含有26.6%脂質和13.3%蛋白質。兒童期不太會生成包皮垢，青春期會逐漸增加，中年開始減少，老人則幾乎不會生成。
沒有證據顯示包皮垢可直接造成陰莖癌，但如果包皮垢存在一段時間且長期刺激陰莖導致發炎，就可能增加陰莖癌的風險。包皮垢也會讓早期癌症較難被發覺。

## 清潔
人类在青春期生殖器官发育後，往往男子的龜頭可以从包皮中露出，女子的阴蒂也可以从阴唇中露出，较容易清洗包皮内面。如果包皮过长，使得患者无法将包皮完全上翻，或扒开包皮的过程较为疼痛，无法清洗包皮内面，日久则聚积为垢物。多数情况下患者可逐渐将包皮下扒，扒到感到微痛时停止，用温水或凉水谨慎地清洗扒开部分的包皮内面与阴茎头或阴蒂，逐渐适应疼痛並增加扒开距离，最终使得阴茎头或阴蒂能够全部露于包皮之外，以清除垢物。少数患者由于包莖等原因，无法将包皮扒开清除包皮垢，可通过包皮环切、包皮背切或小阴唇切等手术治疗。